# الکساندر یکم، امپراتور روسیه
الکساندر یکم تزار روسیه بود که از سال ۱۸۰۱ تا ۱۸۲۵ میلادی حکومت کردو یکی از شخصیت‌های برجسته تاریخ روسیه به‌شمار می‌رود. او پس از ترور پدرش، پاول یکم، به قدرت رسید و در دوره زمامداری خود با چالش‌های متعددی مواجه شد. الکساندر یکم به عنوان فردی با دیدگاه‌های متضاد شناخته می‌شد؛ از یک سو، او به اصلاحات لیبرالی علاقه‌مند بود و از سوی دیگر، به سیاست‌های محافظه‌کارانه و ارتجاعی تمایل داشت.
جنگ اول ایران و روسیه از ۱۸۰۴ تا ۱۸۱۳م بر سر مالکیت قفقاز جنوبی در دوران سلطنت او اتفاق افتاد که در پایان به پیروزی روسیه و انعقاد معاهده گلستان منجر شد در نتیجه فتحعلی‌شاه قاجار بجز خانات ایروان و نخجوان کلیه سرزمین های شمال رود ارس را به روسیه واگذار نمود.
یکی از برجسته‌ترین اقدامات الکساندر یکم، مقابله با تهاجم فرانسه به روسیه در سال ۱۸۱۲ بود. او با هدایت نیروی نظامی روسیه موفق شد ارتش ناپلئون را در جنگ‌های مختلف از جمله نبرد بورودینو و سرانجام در نبرد تاریخی عقب‌نشینی ناپلئون از مسکو شکست دهد. این پیروزی باعث افزایش نفوذ الکساندر در سطح بین‌المللی و تقویت موقعیت روسیه در اروپا شد.
پس از شکست ناپلئون، الکساندر یکم نقش کلیدی در تشکیل اتحادیه مقدس، که شامل روسیه، اتریش، و پروس بود، ایفا کرد. این اتحادیه با هدف حفظ نظم و تعادل قدرت در اروپا و مقابله با جنبش‌های انقلابی و ملی‌گرایانه شکل گرفت. الکساندر یکم به دلیل تلاش‌هایش برای ایجاد صلح و همکاری بین‌المللی، به عنوان «الکساندر متحد» شناخته شد.
با این حال، دوران حکومت او نیز با چالش‌های داخلی همراه بود. تلاش‌های او برای اجرای اصلاحات اقتصادی و اجتماعی با مقاومت نخبگان و ارتجاعیون روبرو شد و در نهایت به شکست انجامید. او همچنین با نارضایتی‌های اجتماعی و شورش‌های مختلف در داخل کشور مواجه شد که نشان‌دهنده مشکلات و ناهنجاری‌های ساختاری جامعه روسیه در آن زمان بود.
الکساندر یکم در سال ۱۸۲۵ در شرایطی مبهم درگذشت. برخی شایعات حاکی از آن است که او از قدرت کناره‌گیری کرده و به زندگی زاهدانه‌ای روی آورده بود. با مرگ او، دوران جدیدی برای روسیه آغاز شد که به واسطه آن اصلاحات و تغییرات بیشتری در ساختار سیاسی و اجتماعی کشور به وجود آمد.